# Sonne (Schiff, 1969)
Die Sonne ist ein ehemaliges deutsches Forschungsschiff der RF Forschungsschiffahrt in Bremerhaven. Koordiniert wurden die Einsätze des Schiffes von der Bundesanstalt für Geowissenschaften und Rohstoffe (BGR). Das Schiff befuhr im Rahmen geowissenschaftlicher Projekte alle Ozeane, wurde jedoch in den letzten Jahren überwiegend im Pazifischen Ozean und im Indischen Ozean eingesetzt. Die Finanzierung der Projekte erfolgt auf Antrag durch das Bundesministerium für Bildung und Forschung (BMBF). Bis Ende 2005 hat die Sonne rund 200 Expeditionen durchgeführt, auf denen sie im Wesentlichen von den meeresforschenden Instituten und Universitäten in Deutschland genutzt wurde.

## Geschichte

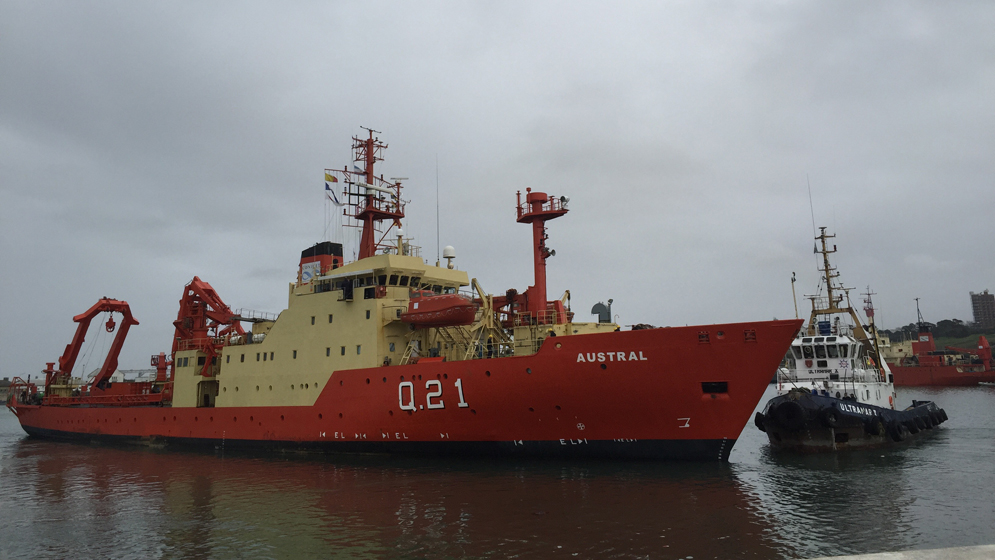
Die Austral in Argentinien

Die Sonne wurde 1968/1969 unter der Baunummer 350 als Hecktrawler auf der Rickmers-Werft in Bremerhaven gebaut und an die Hochseefischerei Nordsee ausgeliefert. Im Jahr 1977 kaufte die RF Reedereigemeinschaft Forschungsschiffahrt das Schiff.
Die Sonne wurde zum Forschungsschiff umgebaut, da die Bundesregierung ein Schiff zur meereswissenschaftlichen Rohstoffforschung benötigte. Der Umbau erfolgte in Zusammenarbeit zwischen der Schichau-Unterweser (1977) und der Rickmers-Werft (1978).
Im Jahr 1991 wurde die Sonne auf der Schichau-Seebeck-Werft in Bremerhaven erneut umgebaut und modernisiert. Das Schiff wurde um 10,8 m verlängert, erhielt ein zusätzliches Aufbaudeck sowie eine neue Maschinenanlage. Dabei wurde auf Konzepte des Forschungsprogramms Schiff der Zukunft zurückgegriffen, beispielsweise das einer asymmetrischen Brücke. Die Kosten des Umbaus beliefen sich auf rund 52 Millionen DM. Zusätzlich wurde die wissenschaftliche Ausstattung für weitere 19 Millionen DM erneuert.
Das Bundesministerium für Bildung und Forschung gab im Mai 2011 den Bau eines neuen Forschungsschiffes als Ersatz für die Sonne in Auftrag. Der Auftrag erreichte einen Wert von 124,4 Millionen Euro, davon kamen 90 % vom Ministerium, die Bundesländer Niedersachsen, Schleswig-Holstein, Mecklenburg-Vorpommern, Bremen und Hamburg steuerten die restlichen 10 % bei. Das neue Schiff heißt ebenfalls Sonne und wurde auf der Meyer Werft in Papenburg gebaut, wo sie am 5. April 2014 gestartet wurde und am 17. November 2014 in Wilhelmshaven in Dienst gestellt. Die letzte Fahrt der alten Sonne fand im August 2014 statt, danach wurde sie ausgemustert und zum Verkauf angeboten. Bereits im Mai 2014 wurde das Schiff in Kapstadt von einer Delegation des argentinischen Nationalrates für wissenschaftliche und technische Forschung (CONICET) und der argentinischen Marinepräfektur inspiziert. Am 5. Februar 2015 erreichte die alte Sonne den Marinestützpunkt Mar del Plata, nachdem sie für arg$ 54.192.935 an CONICET verkauft worden war, was 5.150.000 € entsprach, um im Rahmen der Pampa-Azul-Initiative in das CONICET integriert zu werden. Das CONICET benannte die alte Sonne um in ARA Austral (Q-21).

## Technik
Das Schiff, das bis zu 50 Tage ununterbrochen auf See bleiben kann, wird dieselelektrisch angetrieben. Es verfügt über zwei elektrische Fahrmotoren mit je 1.150 kW, die in Tandemanordnung auf einen Festpropeller wirken. Außerdem ist die Sonne zur Verbesserung der Manövrierfähigkeit mit einem Becker-Ruder und einem Bugstrahlruder mit 1.115 kW Leistung ausgestattet.
Zur Versorgung der Antriebsmotoren sowie des Bordnetzes mit elektrischer Energie stehen drei jeweils 1.600 kW leistende Hauptmaschinen mit angeschlossenen Generatoren sowie ein Hilfsaggregat mit einer Leistung von 750 kW zur Verfügung.
Für die Forschung verfügt das Schiff über mehrere Winden sowie verschiedene Kräne, darunter einen zentralen Kran, der bis zu 15 t heben kann, sowie den Heckgalgen (bis zu 12 t), der um 125° schwenkbar ist. Weiterhin ist das Schiff für wissenschaftliche Zwecke unter anderem mit Sonar- und Echolotanlagen ausgerüstet.
Den Wissenschaftlern stehen an Bord 18 Labore sowie weitere für die wissenschaftliche Arbeit nutzbare Räume zur Verfügung. Mehrere spezielle Stellplätze an Deck erlauben die Mitnahme von bis zu zehn 20 Fuß-Containern, die als zusätzliche Labore oder als Lager für Materialien aller Art genutzt werden können.

## Sonstiges
Im Jahr 1988 retteten Besatzung und Wissenschaftler des Schiffes im Südchinesischen Meer 159 vietnamesische Flüchtlinge aus Seenot. 30 Jahre später griffen das Bundesministerium für Bildung und Forschung und der Projektträger Jülich die Geschichte der Rettung in einer Webreportage auf.
2012 wurde das Forschungsschiff von der Forschungseinrichtung Marum der Universität Bremen eingesetzt, um die Auswirkungen des Tōhoku-Erdbebens 2011 auf den Meeresboden zu erforschen.